# Православно гробље у Малом Шљивну
Православно гробље у Малом (Горњем) Шљивну је једно од два православна гробља у селу Шљивно код Бање Луке, у западној Републици Српској.
Гробље је данас под заштитом као национални споменик са степеном угрожености, под пуним називом "Некропола са стећцима у засеоку Моцоње (у Горњем Шљивну) и Православно гробље на Стражбеници, село Шљивно на Добрињи". Национални споменик чине средњовековна некропола са 7 стећака и старо православно гробље северно од некрополе.

## Опис
На средњевековној некрополи у засеоку Моцоње, налази се седам стећака у облику ковчега. Сви су добро обрађени, али без украса.
Настарији надгробни споменици на православном гробљу на брду Стражбеница су обичне, камене плоче без натписа. Само једна плоча има украс у рељефу у облику крста мале величине. Сви споменици су рађени у раздобљу 17-19. века.
На гробљу се сусрећу још три скупине надгробних споменика, од којих су настарији крстови различитих величина, исклесани у седри и месном, шупљикавом сивом камену. Највиши споменик висок је 2,7 метара. Друга скупина су надгробни споменици у облику плоча, настали пре Другог светског рата. Најмлађи су споменици настали после рата, током 40-их и 50-их година 20. века.